# Alvise Francesco Mocenigo
Le comte Alvise Francesco Mocenigo est un aristocrate italien, directeur de la Fenice, né le 9 septembre 1799 à Venise et mort le 13 novembre 1887 dans la même ville.

## Biographie
Fils d'Alvise Mocenigo (1760-1815), patricien vénitien, gouverneur de Vérone, ambassadeur de la république de Venise à Naples, et de Lucia Memo (1770-?), Alvise Francesco naît à Venise le 9 septembre 1799. Il appartient à l'illustre famille Mocenigo qui a donné à la république de Venise sept doges et vingt-six procurateurs. Il reçoit le titre de comte le 1er juin 1819 de l'empereur d'Autriche. Il épouse le 25 novembre 1840 Maria Clementina zu Spaur und Flavon (1816-1891), dont il a un fils, Andrea (1850-1878),.
Julian Budden, spécialiste des opéras de Giuseppe Verdi, le nomme « Nanni » Mocenigo.
Alvise Francesco Mocenigo meurt à Venise le 13 novembre 1887.

## Carrière
Mocenigo préside les spectacles à Venise et est à la tête de la Fenice lorsque Giuseppe Verdi reprend son Nabucco dans cette ville. Après l'échange d'une nombreuse correspondance avec le directeur du théâtre, c'est à Venise et non à la Scala de Milan que le compositeur crée Ernani. La partition autographe porte la dédicace suivante : « À la noble dame, comtesse Clementina Mocenigo Spaun, protectrice distinguée de l'art italien, en signe de gratitude envers son mari le comte Mocenigo. »